# 恋愛禁止
『恋愛禁止』（れんあいきんし）は、長江俊和による小説。2019年12月25日からKADOKAWAから単行本が書き下ろしとして刊行され、2023年1月24日に角川ホラー文庫から文庫本が刊行された。
2025年7月から読売テレビにてテレビドラマが放送中。

## 書誌情報
- 長江俊和『恋愛禁止』
  - 単行本：2019年12月25日発売、KADOKAWA、ISBN 978-4-04-106452-8[書誌 1]
  - 文庫本：2023年1月24日発売、角川ホラー文庫、ISBN 978-4-041-13231-9[書誌 2]

## テレビドラマ
2025年7月3日から読売テレビ製作・日本テレビ系の深夜ドラマ枠「木曜ドラマ」で放送中。原作者の長江俊和自身が監督を務め、原作とは異なるラストが描かれる。主演は伊原六花。

### キャスト

#### 主要人物
木村瑞帆（きむら みずほ） / 津坂瑞穂（つさか みずほ）〈25 → 28〉
演 - 伊原六花
グッディドリーム不動産に勤務。ストーカーと化した元彼・隆を衝動的に殺害してしまう。
津坂慎也（つざか しんや）〈27 → 30〉
演 - 佐藤大樹（EXILE / FANTASTICS、幼少期：渡辺雄大）
IT会社勤務。麻土香の幼馴染で、麻土香を通じて瑞帆と出会う。引っ越しを考えており、瑞帆に物件を探してもらう。
郷田肇（ごうだ はじめ）〈29 → 32〉
演 - 渡邊圭祐
個人投資家。瑞帆が担当する客で、億ションを契約する。

#### グッディドリーム不動産
樋口麻土香（ひぐち まどか）〈25 → 28〉
演 - 小西桜子（幼少期：宇澤亜美菜）
経理担当。瑞帆の同僚で唯一の理解者。
日比野亮（ひびの りょう）〈23 → 26〉
演 - 石川愛大
瑞帆と麻土香の後輩。
澤井優菜（さわい ゆうな）〈24〉
演 - 池田朱那
瑞帆と麻土香の後輩。
社員
演 - 佐々木佳介、斎藤義和、関根ささら
瑞帆の同僚。
徳島昇一（とくしま しょういち）〈50 → 53〉
演 - 石井正則
支店長。瑞帆の上司。

#### その他
倉島隆（くらしま たかし）〈当時39〉
演 - 小久保寿人
静岡県立駿河丘高校 教師。瑞帆の元恋人で高校の担任。彼女を執拗に追い回す。多摩市内の駐車場で瑞帆に首を刺されて殺害されるが、遺体が忽然と消えてしまう。
倉島直美（くらしま なおみ）〈40〉
演 - 酒井若菜（第3話 - ）
隆の妻。失踪した夫を捜している。
津坂美玖（つさか みく）〈2〉
演 - 大谷日南実（第2話 - ）
瑞帆と慎也の娘。

#### ゲスト

##### 第1話
木村美知恵
演 - 山口香緒里（第7話）
瑞帆の母。突然東京に行く、という瑞帆の身を案じる。
祥子、阿部睦美
演 - 朝井瞳子（第5話）、東由樹
瑞帆が静岡で働いていた不動産会社の同僚。
警察官
演 - 水野淳之
瑞帆に声をかける制服警官。
アナウンサー
声 - 荻野雄斗
テレビのニュース番組のアナウンサー。
ナレーション
声 - 桐山莉々菜
テレビ番組のナレーション。

##### 第2話
女性
演 - 吉田伶香（第5話・第6話）
ブログ「恋愛における人間の生物学的宿命」の管理人”観察者”の見ている動画に映っている女性。
森川奈央
演 - 永島聖羅（第5話 - 第7話）
美玖が通う保育園の保育士。

##### 第3話
職員
演 - 田中貴裕
警察署生活安全課 職員。3年前、行方不明になった倉島隆の捜査をちゃんとしているのか、と妻の直美に恫喝される。
店員
演 - 伊藤ひとみ、佐伯ピン子、山岡椿
倉島直美が働いているスーパーの同僚。
瑞帆の同級生
演 - 寺田華佳
駿河丘高校での瑞帆の同級生。直美に担任だった隆の事を聞かれ、瑞穂なら卒業後も連絡を取っていたかもしれない、と話す。
倉島直美の母
声 - 吉沢希梨
失踪した夫のことは諦めた方がいい、と直美を諭す。

##### 第4話
生徒の母
演 - 木村なおみ
隆が受け持っていた生徒の母。

##### 第5話
倉島隆の両親
演 - 児玉頼信、田中美登里

探偵
演 - 川井つと
倉島直美から隆の捜索を依頼されている「轟探偵事務所」の所長。

##### 第6話
アナウンサー
声 - 大熊英司
テレビで霧浜海岸で倉島直美の遺体が見つかったニュースを報じるアナウンサー。

##### 第7話
津坂圭子
演 - 宮田早苗
慎也の母。
柴田沙織、山本紘斗
演 - 重城サエ、末廣拓也
多摩町田児童相談所の児童福祉司。瑞帆が美玖を虐待しているのではないかとの通報を受けて、確認しにくる。

少年、少女
演 - 駒井末宙、吉田怜紗
郷田の回想に現れる少年と少女。
女の子
演 - 石原朱馬
郷田の横を通り過ぎる女の子。

### スタッフ
- 原作 - 長江俊和『恋愛禁止』（角川文庫 / KADOKAWA刊）[2]
- 脚本 - 遠山絵梨香[2]
- 音楽 - Yuria Miyazono[31]、石毛駿平[31]
- 主題歌 - IS：SUE「コエ prod.☆Taku Takahashi（m-flo）」（UNIVERSAL SIGMA / LAPONE GIRLS）[32]
- オープニングテーマ - shallm「虚飾のキス」（ユニバーサルミュージック）[33]
- 監督 - 長江俊和、植田尚（MMJ）[2]
- チーフプロデューサー - 前西和成（読売テレビ）[2]
- プロデューサー - 廣田晃二（読売テレビ）、倉田知奈（MMJ）、村山太郎（MMJ）[2]
- 協力プロデューサー - 神通勉（MMJ）[2]
- 制作協力 - MMJ[2]
- 制作著作 - 読売テレビ[2]

### 放送日程
| 話数      | 放送日  | サブタイトル                                             | 演出     | 視聴率 |
| --------- | ------- | -------------------------------------------------------- | -------- | ------ |
| Episode.1 | 7月03日 | 殺した元恋人の遺体が消えた? 衝撃の恋愛サスペンス!        | 長江俊和 |        |
| Episode.2 | 7月10日 | 事件の目撃者登場! 消えた遺体の謎が判明?                  | 長江俊和 |        |
| Episode.3 | 7月17日 | ストーカーが語る狂気の愛! 衝撃の事件の真相とは?          | 長江俊和 |        |
| Episode.4 | 7月24日 | ストーカーが自宅に…さらに行方不明の夫を追う狂愛妻と対面! | 植田尚   |        |
| Episode.5 | 7月31日 | ストーカーが号泣。届かない想い―                          | 植田尚   |        |
| Episode.6 | 8月07日 | 新たな犠牲者? 狂愛妻に全てを告白!                        | 長江俊和 |        |
| Episode.7 | 8月14日 | 信じられない裏切り! 親友が家族乗っ取り                   | 植田尚   |        |

| 読売テレビ制作・日本テレビ系列 木曜ドラマ          | 読売テレビ制作・日本テレビ系列 木曜ドラマ | 読売テレビ制作・日本テレビ系列 木曜ドラマ |
| 前番組                                             | 番組名                                    | 次番組                                    |
| -------------------------------------------------- | ----------------------------------------- | ----------------------------------------- |
| 彼女がそれも愛と呼ぶなら （2025年4月3日 - 6月6日） | 恋愛禁止 （2025年7月3日 - ）              | -                                         |

### 書誌出典
1. ↑  “恋愛禁止”. KADOKAWA. 2025年6月16日閲覧。
2. ↑  “恋愛禁止”. KADOKAWA. 2025年6月8日閲覧。